# Podhradí (okres Jičín)
Podhradí (německy Podhrad) je městys v okrese Jičín v Královéhradeckém kraji. Leží zhruba 3,5 kilometru jihozápadně od Jičína na svazích vrchu Veliš. Žije zde 491 obyvatel.

## Historie
První písemná zmínka o obci pochází z roku 1546. Od 23. ledna 2007 byl obci vrácen status městyse.

## Obyvatelstvo
| Rok            | 1869  | 1880  | 1890  | 1900  | 1910  | 1921  | 1930  | 1950 | 1961 | 1970 | 1980 | 1991 | 2001 | 2011 | 2021 |
| -------------- | ----- | ----- | ----- | ----- | ----- | ----- | ----- | ---- | ---- | ---- | ---- | ---- | ---- | ---- | ---- |
| Počet obyvatel | 1 423 | 1 375 | 1 502 | 1 530 | 1 346 | 1 219 | 1 017 | 816  | 737  | 629  | 507  | 407  | 362  | 439  | 493  |
| Počet domů     | 175   | 187   | 193   | 199   | 216   | 221   | 231   | 230  | 197  | 195  | 164  | 201  | 204  | 216  | 187  |

## Místní části
- Čejkovice
- Hlásná Lhota
- Podhradí
- Šlikova Ves
- Vokšice

V letech 1960–1990 k městysi patřilo i Staré Místo a od 1. července 1985 do 23. listopadu 1990 také Březina a Ostružno.

## Pamětihodnosti
- Zřícenina hradu Veliš
- Kaple Andělů strážců
- Sousoší svatého Jana Nepomuckého se svatého Vavřincem a svatým Donátem
- Sousoší Krista Eupatora na návsi
- Boží muka

## Rodáci
- František Křelina (1903–1976), spisovatel